# Anthony Nunn
Pour les articles homonymes, voir Nunn.
Anthony Stuart Nunn, né à Hambledon le 24 mai 1927 et mort le 7 mai 2025, est un joueur britannique de hockey sur gazon.

## Carrière
Anthony Nunn a fait partie de la sélection britannique de hockey sur gazon médaillée de bronze aux Jeux olympiques d'été de 1952 à Helsinki.